# Giovanni Spagnolli

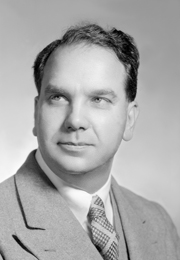
Giovanni Spagnolli, 1953

Giovanni Spagnolli (* 26. Oktober 1907 in Rovereto, Österreich-Ungarn; † 5. Oktober 1984 ebenda) war ein italienischer Politiker der Democrazia Cristiana (DC), der zwischen 1953 und 1976 Mitglied des Senato della Repubblica war und mehrere Ministerposten bekleidete. Zuletzt war er zwischen 1973 und 1976 Senatspräsident.

## Leben
Spagnolli, der als Wirtschaftsmanager und Unternehmer tätig war, fungierte unter anderem als Präsident des Kommunalen Elektrizitätswerkes von Rovereto sowie als Berater der Föderation der Genossenschaftsverbände der Provinz Trentino. Des Weiteren war er Mitglied des Beirates der Nothilfe- und Wiederaufbauverwaltung der Vereinten Nationen UNRRA (United Nations Relief and Rehabilitation Administration) im italienischen Ausschuss für Beihilfen an Wohnungslose CASAS (Comitato Amministrativo Soccorso ai Senzatetto).
Er wurde bei der Wahl vom 7. Juni 1953 als Kandidat der Democrazia Cristiana erstmals zum Mitglied des Senats (Senato della Repubblica) gewählt und vertrat in diesem bis zum 4. Juli 1976 die Interessen der Region Trentino-Südtirol. Zu Beginn seiner Senatszugehörigkeit war er in der zweiten Legislaturperiode zwischen Juli 1953 und Juni 1954 Mitglied des Ständigen Ausschusses für Finanzen und Schatz sowie anschließend zwischen Juni 1954 und Juni 1958 des Ständigen Ausschusses für Hygiene und Gesundheit.
Am 3. Juli 1958 übernahm Spagnolli sein erstes Regierungsamt, als er durch Ministerpräsident Amintore Fanfani zum Unterstaatssekretär im Außenhandelsministerium (Sottosegretario di Stato per il commercio con l’estero) in dessen zweites Kabinett berufen wurde. Diese Funktion bekleidete er auch anschließend im Kabinett Segni II bis zum 24. März 1960. Daraufhin fungierte er Ende der dritten und zu Beginn der vierten Legislaturperiode von Mai 1960 bis Januar 1964 als Vize-Vorsitzender des Ständigen Ausschusses für Finanzen und Schatz (Commissione permanente Finanze e tesoro).
Im ersten und zweiten Kabinett Moro bekleidete Spagnolli vom 4. Dezember 1963 bis zum 22. Februar 1966 die Position des Ministers für die Handelsmarine (Ministro della marina mercantile), ehe er im darauf folgenden dritten Kabinett Moro zwischen dem 23. Februar 1966 und dem 23. Juni 1968 Minister für Post und Telekommunikation (Ministro delle poste e delle telecomunicazioni) war. Das Amt des Ministers für die Handelsmarine hatte er vom 24. Juni bis zum 11. Dezember 1968 auch im zweiten Kabinett Leone inne.
Während der fünften und sechsten Legislaturperiode war Spagnolli, der zeitweilig auch Präsident der Vereinigung der öffentliche Dienste der kommunalen Behörden CISPEL (Confederazione italiana dei servizi pubblici degli Enti locali) war, zwischen dem 16. Oktober 1969 bis zum 26. Juni 1973 als Nachfolger von Giuseppe Caron Vorsitzender der Fraktion der Democrazia Cristiana im Senat. Zugleich gehörte er während dieser Zeit mehreren Ständigen Senatsausschüssen als Mitglied an. Sein Nachfolger als Vorsitzender der DC-Fraktion wurde am 18. Juli 1973 Giuseppe Bartolomei.
Spagnolli wurde am 27. Juni 1973 als Nachfolger von Amintore Fanfani Präsident des Senats und bekleidete diese Funktion bis zum Ende der sechsten Legislaturperiode am 4. Juli 1976. Zugleich fungierte er in dieser Zeit als Vorsitzender des Geschäftsordnungsausschusses des Senats (Giunta per il regolamento). Er war darüber hinaus zeitweise Präsident des Club Alpino Italiano sowie Ehrenpräsident der Italienisch-Amerikanischen Handelskammer.